# Arezki Abboute
 (février 2011).
Si vous disposez d'ouvrages ou d'articles de référence ou si vous connaissez des sites web de qualité traitant du thème abordé ici, merci de compléter l'article en donnant les références utiles à sa vérifiabilité et en les liant à la section « Notes et références ».
Pour les articles homonymes, voir Arezki.
Arezki Abboute (en kabyle : Aṛezqi Abbut), est un militant algérien des droits de l'homme  et de la Cause Amazigh.  Juriste de formation, il est né le 14 février 1952 à Azazga, près de Tizi Ouzou en  Algérie.

## Biographie

### Études et débuts
Après des études primaires à Azzazga, Arezki Abboute entre au lycée Amirouche à Tizi Ouzou où  il obtient son baccalauréat  en 1972.  Il s’inscrit à l’université d’Alger où il rencontre de nombreux militants de la cause amazigh tels que Ferhat Mehenni, Mohammed Haroun, Salem Mezhoud et Salem Rekhis. 
En 1975 il passe le service national, à l'EFOR (École de Formation des Officiers de Réserve) de Blida, à Ain Arnat (Sétif), à Annaba et à Miliana et à Tindouf où il passera 20 mois sur les 24 qu’aura duré son service national.
Après son service militaire, Arezki Abboute se rend en France en 1977 où il rencontre Me Ali Yahia Rachid qui vient de créer son parti politique : « le FUAA » (Front Uni de l’Algérie Algérienne) auquel il adhère en 1978.
Il rentre en Algérie en 1978 pour s’y installer définitivement et il décide d'entrer à l’université de Tizi Ouzou pour une carrière dans la fonction publique.
En 1981 il est élu comme Secrétaire Général de la section syndicale du centre universitaire de Tizi Ouzou par ses pairs, tout en continuant de militer au  « FUAA ».

### Combat au sein du MCB
Le 29 mars 1980, lors du Printemps berbère, il est arrêté et détenu et transféré à la prison de Boufarik, puis à celle de Berrouaghia où il rejoint les 23 autres détenus connus par « les 24 détenus d’avril 1980 ».
Militant actif du Mouvement Culturel Berbère depuis sa création, Arezki Abboute a été présent dans tous ses combats et a participé à chacune de ses actions, notamment :
- L’organisation du 1er séminaire du Mouvement Culturel Berbère  à Yakouren, en août  1980 ;
- Tirage et distribution de La revue clandestine « Tafsut » (printemps), dont il est membre du comité de rédaction ;
- Organisation d’expositions et de conférences sur la culture berbère.

### Création de la LADDH
En mars 1985, il participe, aux côtés d’autres personnes militantes du Mouvement Culturel Berbère pour la plupart, à la création de la première Ligue Algérienne des Droits de l'homme (la « LADH »), dont il est membre du comité directeur.
Cette action lui vaut, une autre arrestation avec d’autres membres de la direction de la ligue dont son président, Me Ali Yahia Abdenour, et de nombreux autres militants. Accusé « d’atteinte à la sûreté de l’Etat »,il est condamné, le 19 décembre 1985, à trois  années  de réclusion criminelle. Il passe quatorze mois de sa peine où il ne sera  libéré que le 27 avril 1987.
Après sa libération, il continue de militer pour l’officialisation de la langue amazigh, le respect et la promotion des Droits de l'homme et pour une société plus juste. Il sera coordinateur au début des années 1990 du  groupe d’Amnesty International  (Tizi Ouzou), secrétaire général du comité de soutien au film de A. Bouguermouh, « la colline oubliée », la 1re œuvre cinématographique en langue amazigh…)

### Arezki Abboute aujourd’hui
En avril  2009, Arezki Abboute publie un livre-témoignage sur son arrestation et sa détention lors d’avril 1980 : « Avril 80 : un des 24 détenus témoigne »,,.
Depuis 2016, est retraité de l'Université Mouloud Mammeri de Tizi Ouzou. Il a également quitté son poste de  membre du comité directeur de la Ligue algérienne pour la défense des droits de l'homme et de coordinateur de la Maison des droits de l'Homme et du Citoyen Tizi-Ouzou.